# Національний заповідник Мвеа
Національний заповідник Мвеа — природний заповідник у Кенії. Його висота коливається від 1 000 до 1 100 метрів над рівнем моря, де переважають чагарники Acacia-Commiphora. Заповідник розташований на північному березі водосховища Камбуру, у місці злиття річок Тана та Тіба. Уздовж головних річок переважають відкриті луки, зрідка густий підлісок, а також прибережні або річкові ліси.

## Дика природа
У заповіднику зустрічаються слони, малі куду, нільські крокодили, жирафи, зебри Гранта, буйволи, леопарди, сірі дуїкери, чорноспинні шакали, бушбаки, звичайні коби, мавпи сакі, бородавочники, кам’яні дамани, чагарникові свині, імпали та конгоні. У Мвеа також зустрічаються земляні білки, генети і жовті бабуїни.  Найбільше заповідник відомий своєю популяцією слонів, гіпопотамів та крокодилів.

## Спостереження за птахами
У заповіднику зареєстровано понад 200 видів птахів, що підтверджує його статус важливої орнітологічної території (IBA). Заповідник є єдиною охоронюваною територією, в якій, як відомо, зустрічається ендемічна для Кенії кратеропа кенійська (Turdoides hindei), яка перебуває під загрозою зникнення. Національний заповідник Мвеа також є притулком для двох інших рідкісних видів; сови-рибалки Пела ( Scotopelia peli ) і квака білобокого ( Gorsachius leuconotus ). Також тут часто зустрічається синьодзьоба чапля ( Ardeola idae ).

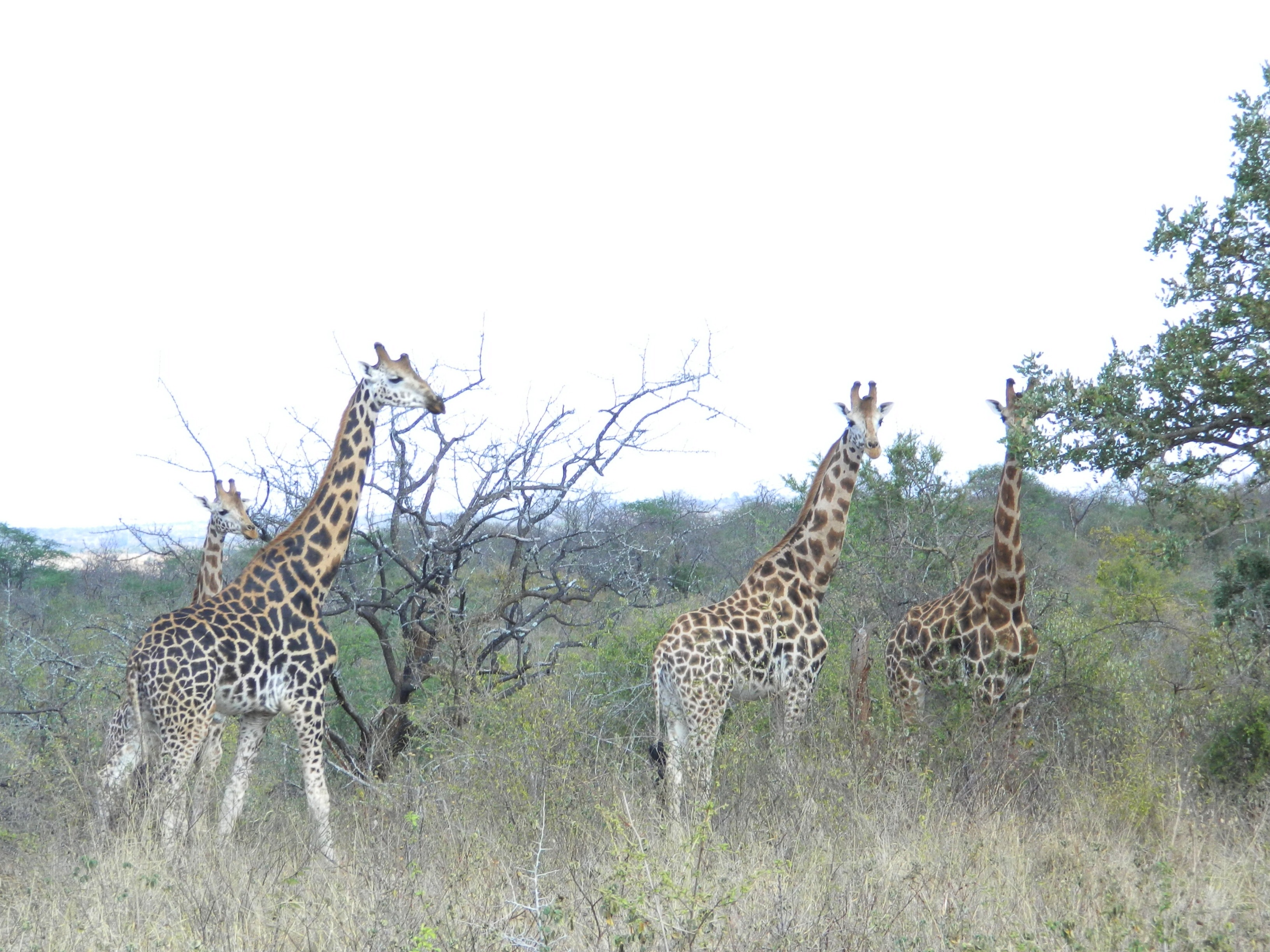
Жирафи в національному заповіднику Мвеа